# Batu Ralang
Batu Ralang is een bestuurslaag in het regentschap Simeulue van de provincie Atjeh, Indonesië. Batu Ralang telt 359 inwoners (volkstelling 2010).